# Wiltingen
Wiltingen is een plaats in de Duitse deelstaat Rijnland-Palts, en maakt deel uit van de Landkreis Trier-Saarburg.
Wiltingen telt 1.409 inwoners en ligt aan de oever van de rivier de Saar.

## Bestuur
De plaats is een Ortsgemeinde en maakt deel uit van de Verbandsgemeinde Konz.